# Labbramsängens naturreservat
Labbramsängen är ett naturreservat i Rydaholms socken i Värnamo kommun i Jönköpings län.
Reservatet omfattar drygt 156 hektar och är skyddat sedan 2003. Det är beläget 3 kilometer sydväst om Rydaholm. Området består av lövdominerad sumpskog. Den mineralrika marken genomsilas på flera håll av vatten. Detta skapar en artrik flora med många krävande arter av mossor och svampar.

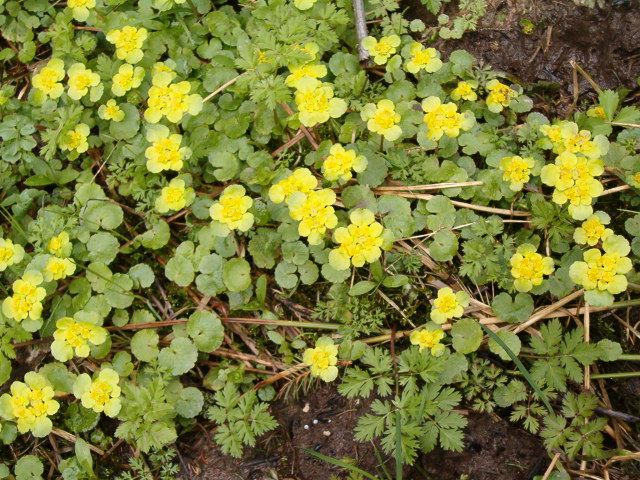
Gullpudra

Sumpskogen domineras av klibbal med inslag av gran, tall, björk och ask. Genom området rinner flera små bäckar med klart vatten. Ett ovanligt inslag i sumpskogen är en serie välvda källkupoler, varav den största är över 40 m i diameter och ca 3 m hög. Källkupolerna är uppbyggda av järnockra och på sidorna finns rännilar med utfällda järnföreningar. På kupolerna växer ovanliga mossor. I anslutning till dessa kupoler kan man finna källpraktmossa, ögonpyrola, mossviol och gullpudra. Spår efter tidigare slåttermarker syns i nordvästra delen där det fortfarande är tämligen öppet.
I området finns det gott om rödgul trumpetsvamp och gullpudra.